# Laura León
Laura León, nome artístico de Rebeca Valderrain (Comalcalco, Tabasco, 24 de novembro de 1952), é uma atriz e cantora mexicana. Muitas vezes é referida como "La Tesorito", uma vez que se trata de um termo carinhoso que ela usa para as pessoas. 
Laura é bastante conhecida no México por seu trabalho nas telenovelas: Dos mujeres, un camino (1993), El premio mayor (1995) e Mujeres engañadas (1999), onde atuou como protagonista e interpretou as músicas tema de abertura das novelas, todas produzidas pela Televisa. Residiu no Peru durante alguns anos, onde foi apresentadora de seu próprio talk show chamado La Señora León (2006). Regressou ao México para protagonizar a novela Muchachitas como tú (2007).

## Biografia
Laura León cresceu em uma família muito forte na cidade de Comalcalco em Tabasco, no sudeste do México, filha de Jaime Velderraín, estudando até o primeiro ano de educação preparatória, pela primeira vez no meio ela é convidada para aparecer em um pequeno papel em um filme produzido pelo cineasta Emilio Fernández em uma breve cena montando um cavalo semi-nu devido à sua volúpia, onde ele começou sua carreira artística.
Mais tarde, ela começou como cantora e atriz, sendo internacionalmente conhecida como "Tesorito", no programa Bacardi Variedades com Héctor Lechuga e o "Loco" Valdez, mais tarde ela conhece Lola Beltrán, que a ouve cantando música ranchera, mas menciona Lola Beltrán que recomendado com a gravadora musical Melody, que estava inclinada a interpretar mais músicas tropicais que era sua linha mais tardia começando com o assunto Abusadora, uma mistura de cumbia com merengue.
Ele teve a oportunidade de se apresentar como cantor nos programas de Raúl Velasco em projeção para os Estados Unidos, Europa e o resto da América. Um editor do jornal extinto El Heraldo do México, Guillermo Vázquez Villalobos foi quem propôs o nome de Laura León com o qual ela se encontrou até agora e aceitou o nome artístico.
A maioria de sua música é de estilo cubano, (Sudeste da Cumbia); Entre suas canções mais conhecidas estão várias composições nacionais e estrangeiras de ritmos como Merengue, Cumbia e Cuban Regaetton como Abusadora, Fiesta, Fiesta, La Pregonera e Marinero, reeditadas de uma cantora italiana chamada Lucia que cantou em inglês no Anos 80.
Na década de 1990 entre seus hits mais conhecidos são A Rainha da Dança, Este Coração (Balada Romântica), Duas Mulheres, Um Caminho, O Clube das mulheres enganadas, Suavecito, Eu vou fechar a porta, O jackpot e O pachanga, o último é um sucesso original do grupo argentino Vilma Palma e Vampiros.
Nas novelas ele fez sua estréia em 1976 em Opposite Worlds, na qual Lucía Méndez teve seu primeiro papel principal; Durante os anos 90, no nível da atuação, ele foi o protagonista das novelas de Emilio Larrosa; entre outros, atuou em Muchachitas, Dos mujeres, un camino (junto com a cantora e atriz Bibi Gaytán, o ator de origem porto-riquenha Erik Estrada e os integrantes do grupo Bronco) e El premio mayor, ao lado de Carlos Bonavides.
Ela morou em vários lugares, como Comalcalco em Tabasco, Cidade do México, Miami na Flórida e Lima, no Perú, sendo esta a sua cidade favorita, onde ele teve uma competição feroz com Laura Bozzo nos talk shows.
Em 2004, ele cantou um dueto com a banda boliviana Azul Azul, a canção intitulada O homem é como o oso.
Durante os anos de 2005 e 2006, ele conduziu seu programa de televisão chamado Señora León no Peru, focado em mostrar a realidade da sociedade e também ajudar as pessoas conforme o caso, seguindo a mesma linha de Cristina Saralegui, Laura Bozzo e Monica Zeballos. entre outros.
Em 2007 fez parte do elenco da novela Muchachitas como tú (remake de Muchachitas), do produtor Emilio Larrosa na Televisa, na qual ela interpreta Carmen.
Em 2011 participa da novela Dos Hogares, ao lado de Anahí, Carlos Ponce, Sergio Goyri, Olivia Collins e Jorge Ortiz de Pinedo, entre outros.
Em 2020 voltou à atuação, participando das gravações da segunda temporada da série El juego de las llaves, que ainda aguarda estreia.

## Vida pessoal
Laura tem dois filhos, seu filho mais novo é o cantor de Banda el Recodo e ator conhecido por seu nome artístico como Santa Lucia.

## Filmografia

### Televisão
| Ano     | Título                       | Papel                                    | Notas                           |
| ------- | ---------------------------- | ---------------------------------------- | ------------------------------- |
| 1976    | Mundos opuestos              | —                                        | Estreia na TV                   |
| 1979    | Yara                         | Laura                                    | Participação especial           |
| 1982    | El amor nunca muere          | Azucena                                  |                                 |
| 1988    | Amor en silencio             | Alejandra                                |                                 |
| 1991    | Muchachitas                  | Esther de Olivares                       |                                 |
| 1993    | Dos mujeres, un camino       | Ana María Romero de Villegas             |                                 |
| 1995    | El premio mayor              | Rebeca Molina de Domínguez               |                                 |
| 1999    | Mujeres engañadas            | Yolanda Jiménez de Duarte                |                                 |
| 2001    | Mujer, casos de la vida real | Camila Ramos Correa de Llaves            | Episódio: "La envidia"          |
| 2005-06 | La Señora León               | Apresentadora                            | Talk show na televisão do Perú  |
| 2007    | Muchachitas como tú          | Carmen Márquez de Barbosa (Prof. Carmen) |                                 |
| 2011    | Dos Hogares                  | Refugio Urbina de Lagos                  |                                 |
| 2013    | La serie gratis              | Leonora                                  | Episódio: "Lo menea"            |
| 2014    | Estrella2                    | Vários personagens                       | Episódio: "Invitada Laura León" |

### Cinema
| Ano  | Título                 | Papel                | Notas                 |
| ---- | ---------------------- | -------------------- | --------------------- |
| 1976 | Zona Roja              | Mulher a cavalo      |                       |
| 1979 | Tierra sangrienta      | —                    |                       |
| 1980 | Lagunilla, Mi Barrio 2 | Cantora do Clube     |                       |
| 1981 | Noche de juerga        | Cantante del cabaret |                       |
| 1981 | Viacrucis nacional     | Dançarina            | Participação especial |
| 2006 | Los tesoros de Laura   | Ela mesma            | Documentário          |

## Discografia
Seu tipo de voz é a de uma mesosoprano dramática, por seus tons altos de sua voz tão característica.
| Ano  | Título                                                | Traduzido                                            |
| ---- | ----------------------------------------------------- | ---------------------------------------------------- |
| 1978 | Soy tu bombón de chocolate / La máquina del sabor     | Sou seu bombom de chocolate/ A máquina do sabor      |
| 1982 | El fuego del trópico hecho mujer / La tesorito de oro | O fogo do trópico feito mulher/ A tesourinho de ouro |
| 1984 | Ritmo ardiente                                        | Ritmo ardente                                        |
| 1985 | Mi tesorito (homônimo)                                | Meu tesourinho                                       |
| 1987 | Con sabor a...                                        | Com sabor à...                                       |
| 1988 | No me toques que me rompo / La fiesta                 | Não me toque que me quebro/ A festa                  |
| 1989 | Agua pura                                             | Água pura                                            |
| 1990 | El rugido de la León                                  | O rugido da León                                     |
| 1992 | El club de mujeres engañadas                          | O clube das mulheres enganadas                       |
| 1993 | Boleros para el amor/ Bolerazos                       | Boleros para o amor/ Boleraços                       |
| 1993 | Tesorito...baila conmigo                              | Tesourinho... Dança comigo                           |
| 1996 | Es el premio mayor                                    | É o prêmio maior                                     |
| 1998 | Mi tesoro eres tú                                     | Meu tesouro é você                                   |
| 1999 | Mujeres engañadas                                     | Mulheres enganadas                                   |
| 2002 | Lo nuevo                                              | O novo                                               |
| 2002 | Lo nuevo y lo mejor de la tesorito Laura León         | O novo e o melhor da tesourinho Laura León           |
| 2011 | Yo soy la cumbia                                      | Eu sou a Cúmbia                                      |
| 2012 | Somos de Barrio                                       | Somos de bairro                                      |

### Recopilações
| Ano  | Titulo                                                               |
| ---- | -------------------------------------------------------------------- |
| 1991 | 15 Éxitos candentes                                                  |
| 1994 | 20 Tropiéxitos                                                       |
| 1994 | El rugido de La León. 20 Éxitos                                      |
| 1995 | Yo no soy abusadora. Línea de oro                                    |
| 1995 | La embajadora de la Cumbia                                           |
| 1997 | 15 Éxitos                                                            |
| 1998 | Las número 1                                                         |
| 1998 | Laura León                                                           |
| 1999 | 20 Éxitos                                                            |
| 2000 | 18 Éxitos                                                            |
| 2000 | 30 Grandes éxitos. Sonia López y Laura León                          |
| 2001 | 20 Éxitos tropicales. Sonia López y Laura León                       |
| 2001 | Mano a mano tropical. Laura León y Sonia López                       |
| 2004 | Colección 3 Cds                                                      |
| 2007 | Éxitos inolvidables                                                  |
| 2007 | Grandes Éxitos + grandes artistas (Grandes divas 100 años de música) |
| 2008 | La reina (3 cds)                                                     |
| 2008 | Laura León (3 cds fea)                                               |
| 2008 | Serie 3x1 La tesorito Laura León (3 cds)                             |
| 2012 | La que no podía Amar                                                 |

### Teletemas
| Ano  | Título                 | Telenovela             |
| ---- | ---------------------- | ---------------------- |
| 1993 | Dos mujeres, un camino | Dos mujeres, un camino |
| 1995 | El prêmio mayor        | El premio mayor        |
| 1999 | Mujeres engañadas      | Mujeres engañadas      |
| 2007 | El amarre              | Muchachitas como tú    |
| 2011 | Dos hogares            | Dos hogares            |

## Prêmios e Indicações

### Premios TVyNovelas
| Ano  | Categoria               | Telenovela  | Resultado |
| ---- | ----------------------- | ----------- | --------- |
| 1992 | Mejor actriz de reparto | Muchachitas | Venceu    |

### Premios ACE New York
| Ano  | Categoria               | Telenovela      | Resultado |
| ---- | ----------------------- | --------------- | --------- |
| 1996 | Figura Femenina del Año | El premio mayor | Venceu    |